# Aptosimum transvaalense
Aptosimum transvaalense là một loài thực vật có hoa trong họ Huyền sâm. Loài này được F.E.Weber mô tả khoa học đầu tiên năm 1907.